# 南方録
『南方録』（なんぽうろく）は、筑紫国の立花家に千利休の秘伝書として伝わった古伝書。ただし、同時代を著した書籍としては内容や用語等に矛盾点が指摘され、現在、研究者の間では元禄時代に成立した偽書として認知されている。かつては、「わび茶」の概念の形成に大きな影響を与えたと考えられてきたが、現在では実際の成立年代である、江戸期の茶道における利休回帰を裏付ける資料として捉えられている。

## 概要
書名については二説あり、『茶経』の「茶者南方嘉木」を典拠とする場合は「なんぽうろく」となるが、著者である南坊宗啓の名であるとする場合は「なんぼうろく」と濁音になる。なお、立花家本、円覚寺本とも題箋は「南方録」であり、現代では用字にかかわらず「なんぼうろく」と読むのが一般的である。
本書に登場する「茶道」、「露地」、「懐石」といった用語は、利休時代には一般的に用いられていなかった言葉であると考えられる、また記録の時代には既に死亡しているはずの人物が登場するなど、内容的な矛盾点があり、現在では偽書と考えられている。
著者とされている南坊宗啓は、堺の商人淡路屋の生まれで、堺の禅通寺で得度し、堺の南宗寺集雲庵の住職であり利休の弟子であるとされる。しかし、同時代の他の史料に登場しない人物であるなど、架空の存在であるとする説がある。現在流布している『南方録』諸本の原本である立花家本を筆写したのは立花実山であるが、現在の研究では『南方録』は実山が博多や堺で収集した資料を編纂して創作された物であると考えられている。なお、この立花家本が実山により筆写したとされるのは元禄3年（1690年）のことであり、これは利休没後100年に当たる。この100年という数字に作為性を読み取る研究者もいる。
全7巻の内、「覚書」から「台子」までの5巻は、貞享3年（1687年）に千家（南方録・奥書）あるいは「利休秘伝茶湯書五巻所持の人」（岐路弁疑・牒）が秘蔵していたものを書写、その後元禄3年に堺の「宗啓肉族、納屋宗雪」所持の2巻「墨引」「滅後」を書写したという。

## 構成と特色
全7巻であり、その構成は以下の通り。
1. 覚書　南坊宗啓が書き留めた、利休の談話の聞書
2. 会　　利休の茶会記
3. 棚　　紹鷗棚や中央卓などの棚飾りの規則
4. 書院　室礼の規則
5. 台子　後述するカネワリ法（曲尺割法）による台子飾りの図集。茶道具の位置を曲尺で寸法を測ったのでこの名がある。
6. 墨引　カネワリ法を中心とした理論書であり、章題は秘伝として墨を引いて消したという意味
7. 滅後　利休自刃後に南坊が記録した回想録

伝存しない原本である南坊自筆本は、体裁としては南坊宗啓が書いた後に、利休に証明として在判（「墨引」のみは焼却するようにとの注意書き）をもらっていることになっているが（利休没後に書き足された「滅後」は除く）、実山の創作による演出と捉えられている。
本書の特性は「わび」を強調して、これを「清浄無垢の仏世界」と規定する仏教（禅宗）中心主義の立場を明確にとっている点である。禅宗を強調する点は利休時代の確実な秘伝書である『山上宗二記』にも見られるものの、同時代の茶書に較べると精神論の比重が際立って高く、用いている用語に関しても『禅茶録』のような江戸時代の茶書に近い。これは南坊宗啓が禅宗の僧であったことも影響していると考えられる。
また、「台子」や「墨引」では、書院で用いる台子の飾りに関して、「カネワリ法」と呼ばれる煩雑な規則を詳述している。この「カネワリ法」は中国の陰陽論を基にした理論先行の体系であるが、本来は大工や工芸家が寸法の比例関係に用いていたものであり、茶の湯における「カネワリ法」の資料はこの『南方録』のほかに類例が少ない。その発生時期からして不明であり、西山松之助によればこれが芸事に応用されるようになるのは江戸時代初期からとされている。
本書には、「わび茶」と「書院の茶」という二種類の別個に自立性を持った喫茶文化が並存しており、理論的には主張が一貫していない。
これを根拠に、かつて利休が北向道陳から学んだ書院の茶と、武野紹鷗から学んだわび茶を止揚したと主張する説もあるが、後述するように複数の秘伝書から編纂された痕跡と捉えることもできる。

## 偽書説
偽書の可能性は最初に小宮豊隆によって提示され、その後、堀口捨己、桑田忠親などに支持された。根拠として、例えば茶入が重視されていた利休時代に「掛物ほど第一の道具はなし」と記され、また「会」の中にも、記録の時代には死亡している人物が登場しているなど矛盾点が指摘されている。
その後、熊倉功夫によって「会」の分析が行われ、これが『利休茶湯書』（1680）の6巻に収録された「利休百会記」を下敷きにして脚色をほどこされた創作物であるという論証が行われ（熊倉功夫「『南方録』成立とその背景」／『茶湯』11号所収）、現在、研究者の間では偽書である事が定見となっている。

## 現代における『南方録』の位置づけ
本書は現代の研究者からは、江戸時代に利休回帰が求められるなかで、「茶道」が複雑に理論化した実態を示す資料として用いられている。いっぽう「茶道」の立場からは、茶道の精神論が到達した一つの頂点として捉えられる（但し『南方録』に見られるような秘伝によって複雑化した茶道体系と、利休の茶はかならずしも同一の物ではない）。
また利休への回帰を目指した際に、理論基盤として禅宗が強調されすぎた点は重要である。この結果茶道史において、村田珠光が浄土宗信徒であり、また北向道陳が日蓮宗信徒である点などが恣意的に無視されてきたという歴史がある。
偽書であることが明らかであるにもかかわらず、いまなおこの書を根拠にさまざまなことが語られる。他書には見られぬ「カネワリ法」はこの書を根拠にいまでもいくつかの家元で教えられているし、いま広く信じられさまざまの著述で語られる「利休は大男であった」という説もこの書でしか見られない。専門家の間では「偽書ではあるが、古い伝承も含まれている」との考え方も根強く、例えば茶室研究の第一人者である中村昌生は利休らの茶室を読み解く際にしばしば南方録を引用する。